# Serradora

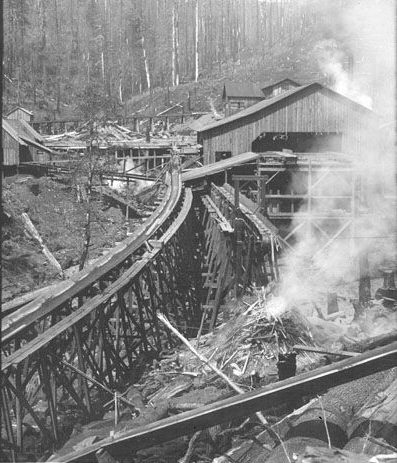
Serradora de finals del als Estats Units.

Una serradora és una instal·lació industrial o artesanal dedicada a la serrada de fusta. Les serradores són indústries de primera transformació de la fusta; proveeixen de productes semi-acabats que generalment són destinats a una indústria de segona transformació (fusteria, ebenisteria, construcció, etc.) encarregades de fabricar objectes o parts d'objectes de consum. Les primeres serres mecàniques eren mogudes per un molí, de manera que, les serradores, estaven situades tradicionalment a les proximitats dels cursos d'aigua. Un cop tallada, abans de ser emprada. la fusta ha de tenir el correcte assecatge.

## Serradores sense localització fixa
A la dècada de 1920 es van començar a utilitzar serradores "sense localització fixa" de manera que el campament de la serradora pogués canviar de situació geogràfica. Aquestes serradores es podien traslladar d'un lloc a l'altre gràcies a la caldera d'aigua incorporada que convertia l'agua en vapor per fer moure les serres (semblant a la màquina de vapor dels ferrocarrils).
Després de la baixa de demanda de fustes natives aquestes serradores que tenien costos molt alts de manteniment i eren operats per més de 12 persones, van passar a convertir-se en les serradores modernes que s'utilitzen en feines de menor producció a causa de la manca de fusta nativa i que són operades per no més de 3 ó 4 persones i reben el nom de serradores mòbils.